# أوتو هيسه
لودفيغ أوتو هيسه (بالألمانية: Ludwig Otto Hesse) (و. 1811 – 1874 م) هو رياضياتي، وأستاذ جامعي من اتحاد الراين، والاتحاد الألماني، والإمبراطورية الألمانية، وألمانيا، ولد في كونيغسبرغ، وكان عضوًا في الأكاديمية البافارية للعلوم والعلوم الإنسانية، والأكاديمية البروسية للعلوم، توفي في ميونخ، عن عمر يناهز 63 عاماً.

## التعليم
تعلم في جامعة كونيغسبرغ.